# Club Náutico Español de Vela
El Club Náutico Español de Vela (CNEV) fue un club náutico nacido para dar cobertura legal a la firma, por parte de un equipo español, del protocolo de la 33.ª edición de la Copa América de Vela, como Challenger of Record, o desafiante de referencia, estatus al que aspiraba cuando se fundó. Tenía su sede en la base del equipo que representó a la Real Federación Española de Vela, Desafío Español 2007, en la 32.ª edición de la Copa, en Valencia, y fue constituido en una notaría de Madrid el 19 de junio de 2007. Lo presidió Manuel Chirivella (vicepresidente de la Real Federación Española de Vela).

## Polémica
Su creación levantó indignación entre los clubes náuticos más importantes de España, especialmente en el Real Club Náutico de Barcelona y en el Real Club Náutico de Valencia, que habían avalado el "Desafío Español 2007", y que optaban a presentar el próximo desafío. La polémica causó que Luis Merino, presidente de la Asociación Española de Clubes Náuticos, se desligase del proyecto. A pesar de haber clubes centenarios en España, se presentó como primer desafiante a este "club fantasma"  en la competición más importante del mundo.
Como colofón, el 27 de noviembre de 2007, el juez Herman Cahn de la Corte Suprema del Estado de Nueva York falló a favor del Club de Yates Golden Gate, tras solicitar este club la impugnación del nombramiento del CNEV como Challenger of Record, ya que el club carecía de actividad, de socios y de historia, incumpliendo las reglas que rigen la competición (Deed of Gift). La pérdida del estatus de Challenger of Record fue un serio contratiempo para la Real Federación Española de Vela, y para el Consejo Superior de Deportes, que promovieron la creación de este club.